# Darío Quesada
Darío Quesada De Lope (Madrid, 15 de marzo de 1976) es un exjugador de baloncesto español. Con 2,05 m de estatura, su puesto en la cancha era el de ala-pívot. 

## Trayectoria
Formado en la cantera del Real Madrid tras comenzar a jugar en las categorías infantiles del Colegio San Agustín, en 1994 se desplazó a Estados Unidos, donde jugó durante cinco años en la Universidad de Texas A&M (NCAA-Division I), donde destacó por su talento. 
Tras superar una larga lesión de espalda, fue recuperado por el Real Madrid en la temporada (1999-2000) donde gozó de poco protagonismo, abandonando el club blanco tras coronarse campeón de la Liga ACB. 
Disputó sus últimos años en Galicia, Cáceres y Pozuelo, donde se retiró en 2005. 
Cabe destacar en su palmarés los una plata y dos bronces (1993, 1994, 1995) conseguidos en las categorías júnior de la selección española de baloncesto. 
Su carrera quedó lastrada y se vio estancada debido a las reiteradas lesiones y complicaciones de espalda y rodilla, que actuaron de impedimento para su explosión como baloncestista.
Tras su corta carrera como baloncestista (se retiró pocos meses antes de cumplir los 30 años), frustrada en parte por las reincidentes lesiones, en la actualidad ejerce como periodista y entrenador de baloncesto en categorías inferiores. 
Además, desde 2016 es comentarista y habitual de la programación deportiva de baloncesto en Real Madrid TV.